# Віссекерке
Віссекерке (нід. Wissekerke) — селище в нідерландській провінції Зеландія. Входить до муніципалітету Гус.
Перша згадка про населений пункт датується 1216 роком.
До 1816 року мало статус окремого муніципалітету.